# Fussballclub Schaffhausen
Il Fussballclub Schaffhausen (abbreviato FC Schaffhausen, comunemente noto in italiano come FC Sciaffusa o anche solo Sciaffusa) è una società calcistica svizzera con sede nella città di Sciaffusa. Milita nella Challenge League, seconda serie del campionato svizzero di calcio.
Fondata con il nome di FC Victoria il 1º luglio 1896, nel 1902 si fonde con il FC Young-Boys Schaffhausen ed assume il nome corrente, poi abbandonato due anni più tardi a seguito di un'ulteriore fusione con il Grasläufer Schaffhausen, che muta la denominazione sociale in Vereinigte Fussball-Klubs von Schaffhausen. Dopo essere stata ulteriormente ridenominata FC Schaffhausen-Sparta nel 1915, dal 1936 la società ha riacquisito stabilmente il nome FC Schaffhausen.
È il club calcistico più prestigioso e titolato del proprio cantone ed uno dei più longevi di tutta la Svizzera.

## Storia
La squadra ha disputato in totale sette campionati di massima divisione nazionale, conseguendo quale miglior risultato l'ottavo posto nella stagione 2005-2006. L'ultima stagione di militanza è stata la 2006-2007, chiusa al decimo e ultimo posto.
Storicamente la categoria maggiormente frequentata dal club è la seconda serie, cui al 2018 ha partecipato per 55 volte, vincendola nelle stagioni 1962-63 e 2003-04. Nel palmarès rientrano inoltre quattro vittorie del campionato di terza serie.
In Coppa Svizzera il miglior risultato (conseguito per due volte) è costituito dal raggiungimento della finale, senza però mai arrivare a vincerla.

## Cronistoria

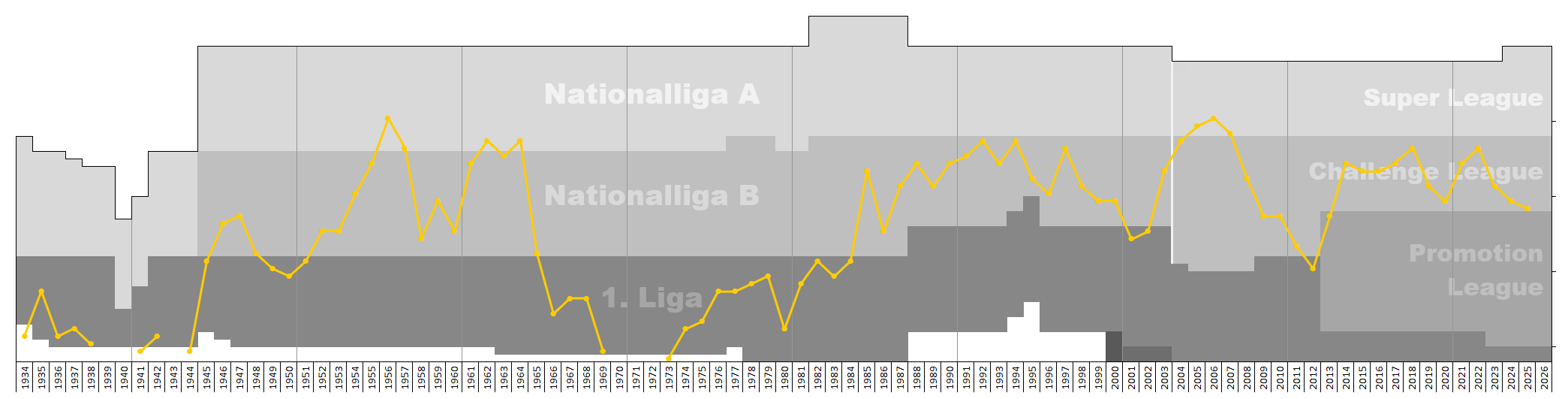
Le posizioni dello Sciaffusa, nel corso del tempo, nei campionati nazionali

## Stadio
Dal 1950 al 2016 la prima squadra del FCS ha disputato le partite casalinghe allo Stadion Breite, impianto di proprietà municipale, capace di ospitare fino a 7.300 spettatori (dei quali 1.290 seduti e 6.010 in piedi), con un terreno di gioco in erba naturale misurante 104 m per 69 m.
A seguito della dismissione di detto impianto (la cui capienza era ormai ridotta a poco più di 4.200 posti e la cui obsolescenza non ne permetteva più l'omologazione ai fini delle massime competizioni calcistiche elvetiche), lo Sciaffusa si è trasferito nel nuovo Stadion Schaffhausen, inaugurato ufficialmente nel girone di ritorno del campionato di Challenge League 2016-2017. La nuova struttura è capace di 8.100 posti a sedere integralmente coperti e numerati e dispone di un terreno in erba sintetica di ultima generazione; l'edificio comprende inoltre spazi destinati ad esercizi commerciali ed uffici amministrativi. La costruzione (costata circa 50 milioni di franchi svizzeri) è stata curata dalla Fontana Invest, società del presidente dell'allora presidente del club Aniello Fontana, che ne detiene anche la proprietà, mentre il nome è stato concesso ad uno sponsor.

## Tifoseria
I tifosi dello Sciaffusa coltivano una forte rivalità nei confronti dei collettivi al seguito del Winterthur.

## Organico

### Rosa attuale
| N. |                     | Ruolo | Calciatore           |
| -- | ------------------- | ----- | -------------------- |
| 2  | Iraq (bandiera)     | D     | Rebin Sulaka         |
| 4  | Svizzera (bandiera) | D     | Ben Schläppi         |
| 5  | Kosovo (bandiera)   | D     | Arbnor Hasani        |
| 7  | Svizzera (bandiera) | A     | Marc Giger           |
| 8  | Svezia (bandiera)   | C     | Joel Berhane         |
| 10 | Kosovo (bandiera)   | C     | Orges Bunjaku        |
| 12 | Ghana (bandiera)    | C     | Isaac Kwabena Arthur |
| 14 | Austria (bandiera)  | A     | Brendon Abazi        |
| 15 | Albania (bandiera)  | D     | Bujar Lika           |
| 16 | Messico (bandiera)  | D     | Mauricio Willimann   |
| 17 | Kosovo (bandiera)   | A     | Mark Marleku         |
| 18 | Svizzera (bandiera) | C     | Noe Holenstein       |
| 19 | Polonia (bandiera)  | C     | Olaf Kozlowski       |
| 20 | Svizzera (bandiera) | D     | Stephan Seiler       |
| 21 | Svizzera (bandiera) | D     | Noël Wetz            |

| N. |                                 | Ruolo | Calciatore          |
| -- | ------------------------------- | ----- | ------------------- |
| 22 | Svizzera (bandiera)             | C     | Gabriele De Donno   |
| 23 | Italia (bandiera)               | C     | Alessandro Bizzarri |
| 24 | Svizzera (bandiera)             | C     | Iwan Hegglin        |
| 28 | Guinea-Bissau (bandiera)        | D     | Nadjack             |
| 29 | Svizzera (bandiera)             | C     | Leon Rüeger         |
| 30 | Germania (bandiera)             | C     | Adriano Onyegbule   |
| 32 | Bosnia ed Erzegovina (bandiera) | P     | Nicolas Glaus       |
| 33 | Albania (bandiera)              | D     | Ermir Lenjani       |
| 34 | Svizzera (bandiera)             | P     | Gianni De Nitti     |
| 44 | Germania (bandiera)             | P     | Adrian Mulaj        |
| 49 | RD del Congo (bandiera)         | C     | Ruben Bakwetila     |
| 67 | Svizzera (bandiera)             | C     | Mikail Akdemir      |
| 74 | Russia (bandiera)               | C     | Maksim Novoselskiy  |
| 77 | Svizzera (bandiera)             | C     | Willy Vogt          |
| 99 | Svizzera (bandiera)             | P     | Nico Leccadito      |

## Giocatori celebri
Lo Schaffhausen può vantarsi di aver lanciato nel mondo del calcio Roberto Di Matteo, che tra il 1988 e il 1991 giocò 50 partite con la squadra della sua città natale prima di trasferirsi allo Zurigo e fare carriera, affermandosi come uno dei più talentuosi centrocampisti italiani.

## Allenatori
| - ???? - ???? Gusti Bark - ???? - ???? Otto Lanz - 1935 - 1936 Rudolf Kis - ???? - ???? Georg Rüegg - 1943 - 1947 Max Weiler - 1947 - 1948 Herbert Rosenmayr - 1948 - 1952 Marco Bianchi - 1952 - 1956 Josef Smistik - 1956 - 1957 Ernst Sabeditsch - 1957 - 1958 Günther Furrer - 1958 - 1960 Josef Lachermeier - 1960 - 1961 Willi Macho - 1961 - 1962 Josef Derwall - 1962 - 1963 Kurt Zaro - 1963 - 1964 Werner Zehnder - 1964 - 1965 Josef Smistik - 1968 - 1969 Hans Schrittmatter - 1969 - 1970 Erich Knobloch | - 1972 - 1973 Tony Alleman - 1976 - 1979 Guido Meyer - 1979 - 1980 Urs Siegenthaler - 1980 - 1981 Jörg Goldmann - 1983 - 1986 Karl Berger (luglio - aprile) - 1986 - 1986 Gerhard Wabel (aprile - aprile) - 1986 - 1986 Konrad Holenstein (aprile - luglio) - 1986 - 1988 Roland Frei - 1988 - 1989 Erich Föllmi - 1989 - 1990 Hubert Münch - 1990 - 1992 Rolf Fringer - 1992 - 1994 Heinz Bigler - 1994 - 1997 Walter Iselin - 1997 - 1999 Boro Kuzmanovic - 1999 - 2000 Marco Filomeno - 2000 - 2007 Jürgen Seeberger - 2011 - 2016 Maurizio Jacobacci - 2016 Axel Thoma (? - dicembre) - 2016 Nedjad Kuruzović (interim) - 2016 - 2017 Murat Yakın (dicembre - agosto) - 2017 - 2019 Boris Smiljanić (agosto - febbraio) - 2019 - 2021 Jürgen Seeberger (febbraio - ) - 2022 - 2023 Hakan Yakın |

## Palmarès

### Competizioni nazionali
- Challenge League: 2

1962-1963, 2003-2004
- Prima Lega: 1

1983-1984
- 1ª Lega: 1

2001-2002
- Promotion League: 1

2012-2013

### Altri piazzamenti
- Coppa Svizzera:

Finalista: 1987-1988, 1993-1994
Semifinalista: 1960-1961, 2002-2003
- Challenge League:

Secondo posto: 1954-1955, 1960-1961
Terzo posto: 2017-2018